# Sofía Hartard
Sofía Ignacia Hartard Ojeda (Chile; 6 de marzo de 1996) es una futbolista chilena. Juega de centrocampista y su equipo actual es Santiago Morning  de la Primera División Femenina de Chile. 2025 se integra a universidad católica de chile 

## Trayectoria

### Universidad de Chile
Llegó a los 12 años a las inferiores de la Universidad de Chile, donde luego en el primer equipo fue capitana. En el club azul ganó el Torneo Apertura 2016.

### Préstamo a Abu Dhabi CC
En abril de 2017 se fue a préstamo al Abu Dhabi CC de los Emiratos Árabes, junto con su compañera Ámbar Soruco.

### Sporting Club de Huelva
A principios de la temporada 2017-18 fichó en el Sporting Club de Huelva de la Primera División Femenina de España. Solo jugó una temporada en el club español, donde disputó 30 encuentros por la Superliga, su equipo quedó en el 9° lugar.

### Deportivo Alavés Gloriosas
En julio de 2018, Sofía fichó por el Deportivo Alavés Gloriosas del grupo 2 de la Segunda División Femenina de España. La jugadora declaró que manejaba ofertas de equipos de primera división, pero que la oferta del Alavés le pareció la más seria.

## Selección nacional
Ha representado a Chile en categorías juveniles. Con la selección de Chile sub-20 jugó el Campeonato Sudamericano Femenino Sub-20 de 2015 en Brasil.
Sofía era parte de la nómina para competir en la Copa América Femenina 2014 en Ecuador, sin embargo una lesión en la rodilla izquierda que requirió cirugía la dejó fuera del torneo.
Debutó con la selección de Chile el 26 de noviembre de 2017 ante Brasil.

## Clubes
| Club                       | País                   | Año           |
| -------------------------- | ---------------------- | ------------- |
| Universidad de Chile       | Chile                  | 2014-2017     |
| Abu Dhabi CC (Préstamo)    | Emiratos Árabes Unidos | 2017          |
| Sporting Club de Huelva    | España                 | 2017-2018     |
| Deportivo Alavés Gloriosas | España                 | 2018-2020     |
| Universidad de Chile       | Chile                  | 2021          |
| Santiago Morning           | Chile                  | 2022-presente |

## Palmarés

### Títulos nacionales
| Título              | Club                 | País  | Año           |
| ------------------- | -------------------- | ----- | ------------- |
| Campeonato Nacional | Universidad de Chile | Chile | Apertura 2016 |
| Campeonato Nacional | Universidad de Chile | Chile | 2021          |

### Distinciones individuales
| Distinción                     | Año  |
| ------------------------------ | ---- |
| Mejor jugadora de Chile sub-17 | 2012 |

## Vida personal
Su hermano Elías Hartard también es futbolista profesional.